# Frank Kramer (wielrenner)
Frank Kramer (Evansville, 15 september 1880 – East Orange, 8 oktober 1958) was een Amerikaans wielrenner. Zijn bijnaam was "Old Master".

## Biografie
Omdat zijn ouders bang waren dat Frank Kramer aan tuberculose leed, kochten ze een fiets voor hem om zijn conditie op peil te houden. Op vijftienjarige leeftijd legde hij zich toe op het sprinten en drie jaar later, in 1898, werd hij nationaal sprintkampioen bij de League of American Wheelmen. Het daaropvolgende jaar won hij dezelfde titel bij de National Cycling Association.
Op advies van ’Major’ Taylor, de wereldkampioen sprint van 1899, werd Kramer professional in 1900. Dat jaar werd Kramer bij de nationale kampioenschappen verslagen door Taylor. In de periode 1901-1916 en in de jaren 1918 en 1921 werd Kramer achttien maal nationaal kampioen op de sprint. Zijn grootste rivaal was Major Taylor, zodat de Amerikaanse wielerwereld al snel verdeeld raakte in "Krameristen" en "Tayloristen".
De enige keer dat hij deelnam aan het wereldkampioenschap wielrennen, was in 1912, toen dit in Newark werd gehouden. Hij won op overtuigende wijze de wereldtitel.
In 1905 was Kramer reeds zo bekend dat hij werd uitgenodigd om deel te nemen aan wedstrijden in Europa. Viermaal reisde hij af naar Europa, waar hij aan 62 wedstrijden deelnam. Vijftig keer won hij, waaronder twee keer de Grand Prix de Paris (1905 en 1906).
Verder won hij samen met Jim Moran de Zesdaagse van Boston (1910) en met Willy Fenn de zesdaagsen van Pittsburgh (1908) en Newark (1910).
Kramer stond bekend vanwege zijn strikte leefwijze: hij ging elke avond stipt om 10 uur naar bed, zodat hij slechts weinig zesdaagsen zou rijden. Hij gold als gierig en had weinig vrienden onder zijn concurrenten.
Aan het eind van zijn carrière kreeg hij steeds meer last van slapeloosheid. In 1924, bijna 44 jaar oud, stopte hij met wielrennen. Bij zijn laatste optreden vestigde hij een nieuw wereldrecord op de sprint over 1/6 mijl. Deze afstand legde hij in 15,4 seconden af, wat neerkomt op 62,702 km/h. Twintigduizend fans waren getuige van deze prestatie. Na zijn afscheid bleef hij als scheidsrechter actief. Een poging om in het Amerikaanse Huis van Afgevaardigden te komen mislukte. Later werd hij vrederechter in East Orange.

## Palmares
| Jaar | AK     | WK     | Zesdaagsen      |
| ---- | ------ | ------ | --------------- |
| 1901 | sprint |        |                 |
| 1902 | sprint |        |                 |
| 1903 | sprint |        |                 |
| 1904 | sprint |        |                 |
| 1905 | sprint |        |                 |
| 1906 | sprint |        |                 |
| 1907 | sprint |        |                 |
| 1908 | sprint |        | Pittsburgh      |
| 1909 | sprint |        |                 |
| 1910 | sprint |        | Newark · Boston |
| 1911 | sprint |        |                 |
| 1912 | sprint | sprint |                 |
| 1913 | sprint |        |                 |
| 1914 | sprint |        |                 |
| 1915 | sprint |        |                 |
| 1916 | sprint |        |                 |
| 1917 |        |        |                 |
| 1918 | sprint |        |                 |
| 1919 |        |        |                 |
| 1920 |        |        |                 |
| 1921 | sprint |        |                 |

- Bibliothèque nationale de France: cb14976438z (data)
- International Standard Name Identifier: 0000 0004 5093 8793
- Virtual International Authority File: 316737128